# Грудна-Кемпська
Грудна-Кемпська (пол. Grudna Kępska) — село в Польщі, у гміні Беч Горлицького повіту Малопольського воєводства.
Населення — 679 осіб (2011).
У 1975-1998 роках село належало до Кросненського воєводства.

## Демографія
Демографічна структура станом на 31 березня 2011 року:
|          | Загалом | Допрацездатний вік | Працездатний вік | Постпрацездатний вік |
| -------- | ------- | ------------------ | ---------------- | -------------------- |
| Чоловіки | 329     | 65                 | 230              | 34                   |
| Жінки    | 350     | 70                 | 200              | 80                   |
| Разом    | 679     | 135                | 430              | 114                  |